# Akademisch Theologische Verbindung Wartburg
Die Akademisch Theologische Verbindung Wartburg (AThV Wartburg) ist eine gemischte, nichtschlagende, farbentragende Studentenverbindung an der Ruprecht-Karls-Universität Heidelberg. Sie wurde 1863 gegründet und besteht bis heute fort. Bis zum Jahre 2003 gehörte sie dem Deutschen Wissenschafter-Verband (DWV) an.

## Geschichte

### 1863 bis 1918
Die AThV Wartburg wurde 1863 von norddeutschen Studenten als Akademisch Theologischer Verein gegründet. Als Gründungsvater gilt Richard Rothe, der als Professor der Theologie seine Heidelberger Studenten dazu bewog, einen solchen Verein nach Bonner Vorbild ins Leben zurufen. 1870 erfolgte der Beitritt zum Theologischen Kartellverband (später Eisenacher Kartell, das danach mit dem Leipziger Kartell zum Schmalkaldener Kartell fusionierte).
1877/1878 folgte der Zusammenschluss der verschiedenen wissenschaftlichen Vereine in Heidelberg zum Verband wissenschaftlicher Vereine (später Heidelberger Wissenschafter Verband). Im Jahre 1881 einigte man sich auf die Farben entsprechend dem Kirchenjahr: violett-weiß-grün. Man blieb jedoch „schwarz“ (nicht farbtragend) und wurde lediglich farbenführend. Im selben Jahr entstand der Zirkel der Verbindung: vivat-crescat-floreat Theologia.
1884/1885 entstand der Ausschuss der Studentenschaft der Ruperto Carola; diesem trat die AThV bei. Fortan wurde sie als Korporation angesehen und verstand sich auch als solche. Bis dahin hatten sich innerhalb der AThV auch einige Studenten der Theologie gefunden, die zugleich auch in einer anderen Heidelberger Verbindung aktiv waren (vornehmlich im Heidelberger Wingolf).
An den Feierlichkeiten zum 500-jährigen Bestehen der Universität nahm die AThV 1886 teil. Zu diesem Zwecke legte sie ihr Stiftungsfest auf das Gründungsdatum der Universität (15. Juni). In den Jahren darauf folgte die Einführung der Fuchsenstunden und des Fux-Bursch-Alter-Herr-Verhältnisses.
Im Jahre 1889 stellte der Verkehrsgast Malermeister Müller aus Karlsruhe seinen Entwurf für ein Wappen vor. Dieses wurde einstimmig von der Aktivitas angenommen. Das Wappen blieb bis heute unverändert. In den Jahren darauf entbrannte die Diskussion um die Satisfaktionsfrage innerhalb der Aktivitas. Letztlich stellte die Aktivitas fest, dass sie aus ihrer theologischen Natur heraus nicht fechten sollte, der akademische Geist der Zeit aber Ehrenhändel erfordere, die Satisfaktionsfrage den Mitgliedern also freizustellen sei. 1894 führte der Akademisch Theologische Verein die „verbriefte Satisfaktion“ ein, der Paukbetrieb wurde aufgenommen.

### 1918 bis 1936
Nach Ende des Ersten Weltkriegs wurde im Jahre 1918 der Aktivenbetrieb wieder aufgenommen und zahlreiche Neuerungen fanden statt. So erfolgte die Umbenennung des Akademisch Theologischen Vereins in Akademisch Theologische Verbindung Wartburg. Als Prinzipien wurden neben dem Lebensbund- und dem Conventsprinzip, das Wissenschafts-, Fakultäts- (theologisch), Freundschafts- und Vaterlandsprinzip eingeführt. Man war fakultativ schlagend, jedoch nach wie vor schwarz. 1924 erwarb die Verbindung das alte Handschuhsheimer Pfarrhaus als Verbindungshaus. Eine Blütezeit innerhalb der Aktivitas setzte ein. 1929 wurde das Fakultätsprinzip abgeschafft, viele Studenten anderer Fakultäten traten bei.
1936 erfolgte die Suspension unter dem Druck des NS-Regimes. Der Altherrenverband wandelte sich in die „Akademisch Theologische Gesellschaft“ um.

### 1949 bis heute

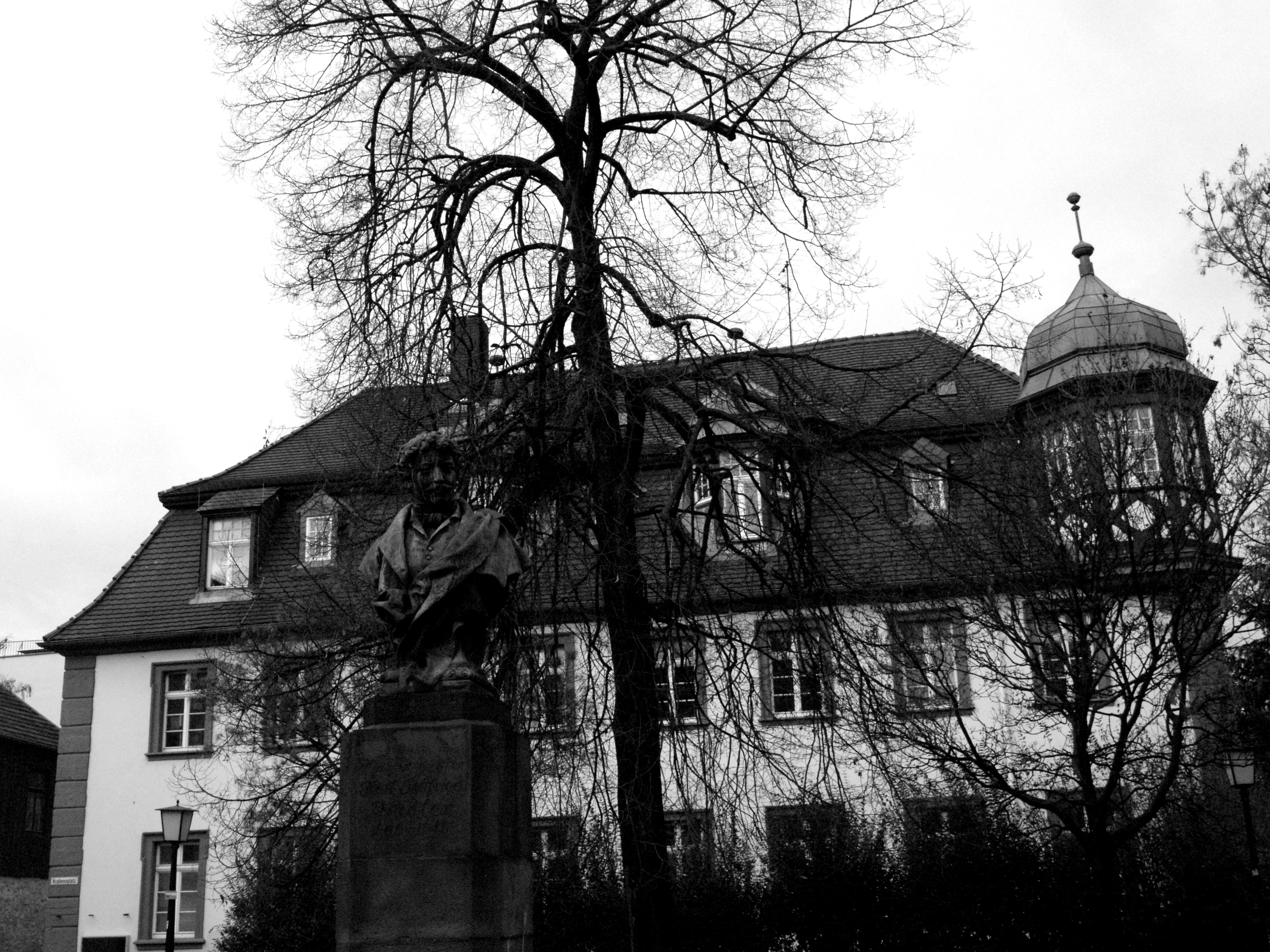
Wohnheim Wartburg in der Heidelberger Altstadt, 2007

Nach den Kriegsjahren trafen sich 1949 erstmals wieder die „Alten Herren“. 1951 erfolgte die Wiedergründung der Aktivitas mit den alten Farben und Prinzipien, das Fechten wurde jedoch abgeschafft. Das Handschuhsheimer Verbindungshaus war während des Krieges nach einem Scheinverkauf verloren gegangen. Ein jahrelanger Rechtsstreit folgte. Vorläufig hatte die Wartburg ihre Konstante im Bremeneck. Es folgte die Einführung von Couleur, jedoch nur als „Kneipcouleur“. Die AThV Wartburg konnte in den Folgejahren aus einem Vergleich im oben genannten Rechtsstreit Geld erzielen, durch das der Kauf des heutigen Verbindungshauses in der Unteren Neckarstraße 21 im Jahre 1964 teilweise ermöglicht wurde. Die Studentenbewegungen der 1960er und 1970er Jahre führte zur Abschaffung des Vaterlandsprinzips bei der Aktivitas im Jahre 1970 und zu einem Streit mit dem Altherrenverband. Es folgte ein Mangel an Aktiven und die Wartburg stand mehrere Male vor der Suspension. Beim 125. Stiftungsfest im Jahr 1988 wurde ein Reformbedarf festgestellt. Das Haus in der Unteren Neckarstraße 21, inzwischen schwer renovierungsbedürftig, wurde in der folgenden Zeit kernsaniert und zu einem Studentenwohnheim umgebaut.
Seither wird das Haus je zur Hälfte von Männern und Frauen bewohnt. Die Aktivitas existiert innerhalb der Mitbewohner des Wohnheims. Sie pflegen die Traditionen fort und verstehen sich – zumindest im Rahmen der Veranstaltungen des Semesterprogrammes – als Verbindung. Vor allem das Wissenschaftsprinzip steht der Verbindung voran. Im Alltag jedoch kann mehr von einem „Wohnheim mit Verbindungskultur“ gesprochen werden. 2003 erfolgte der Austritt aus dem sich auflösenden Deutschen Wissenschafter-Verband. Am 15. Juni 2013 wurde auf dem Heidelberger Schloss feierlich das 150. Stiftungsfest begangen. Seit 2021 werden auch Frauen aufgenommen. Eine Satzungsänderung vom 18. Juni 2022 ermöglicht die Aufnahme Studierender jeglichen Geschlechts.

## Bekannte Wartburger
- Richard Rothe, Professor für Theologie an der Ruprecht-Karls Universität Heidelberg
- Hermann Maas, Pfarrer, Pionier des jüdisch-christlichen Dialogs
- Wolfgang Sucker, Theologe, Kirchenpräsident der evangelischen Kirche in Hessen und Nassau
- Hermann Meinhard Poppen, Kirchenmusiker, Gründer der Hochschule für Kirchenmusik Heidelberg
- Erich Otto Kühn, evangelischer Pfarrer, Gründer der Neckarauer Liebeswerke, Gründer des Johann-Sebastian-Bach-Gymnasiums in Mannheim-Neckarau